# Sommarboken
Sommarboken är en roman av Tove Jansson med biografiska inslag, som utkom 1972.
Romanen är framför allt en skildring av vänskapen mellan en gammal kvinna och en liten flicka. Handlingen utspelas en sommar på en ö i skärgården och handlar om barnet Sophia, hennes pappa och hennes farmor, medan pappan finns i bakgrunden.
Sommarboken består av tjugotvå kapitel där varje kapitel är en fristående berättelse.

## Romanens biografiska inslag
Det är författarens brorsdotter Sophia Jansson som varit modell för flickan i berättelsen. Tove Janssons bror Lars var förebild för pappan och Lars och Tove Janssons mor, Signe Hammarsten-Jansson, var förebild för farmodern.
| ” | På öns utsida bakom berget fanns ett bälte av död skog. Det var här vinden låg på och under många hundra år hade skogen försökt växa tvärs emot stormarna och fått ett alldeles eget utseende. Om man rodde förbi var det uppenbart att varje träd sträckte sig undan vinden, de hukade och knutade sig och många av dem kröp. | „ |